# Anantapur (district)
Anantapur is een district in de Indiase staat Andhra Pradesh. De hoofdstad heet eveneens Anantapur en het district had 2.241.105 inwoners bij de census van 2011.

## Geografie
Het district ligt in het zuidwesten van centraal Andhra Pradesh.

## Bestuurlijke indeling
Anantapur is onderverdeeld in 31 mandals.